# 참취
참취(영어: Doellingeria scabra, chamchwi)는 국화과에 딸린 여러해살이풀이다. 주로 산과 들에서 자라며, 한국 각지에 분포하고 있다.

## 생태
줄기는 곧게 뻗어 1.5 미터가 된다. 잎은 넓은 달걀 모양으로 끝이 뾰족하며 어긋나는데, 줄기의 아랫부분에 달리는 잎은 잎자루에 날개가 달려 있다. 여름에서 가을에 걸쳐 2 센티미터 정도 되는 여러 개의 두상화가 산방꽃차례를 이루면서 달린다. 중앙에 있는 관상화는 노란색인 데 비해, 가장자리의 설상화는 흰색을 띠고 있다. 열매는 11월경에 맺고, 종자 끝에 달린 갓털은 검은색을 띤 백색으로 길이는 3.5~4mm이다.

## 관리 및 번식법
관리법 : 반드시 반그늘의 유기물 함량이 높은 화단에 심어야 한다. 광을 많이 받는 곳의 잎은 질기기 때문에 나물로 먹을 수 없을 뿐 아니라 잎끝이 타기 때문에 생육에도 좋지 않은 영향을 끼친다. 물은 2~3일 간격으로 준다.
번식법 : 이른 봄에 포기 나누기를 하거나 11월에 받은 종자를 바로 화분에 뿌려 싹을 키운 후 봄에 화단으로 옮겨 심거나 냉장보관 후 이듬해 봄에 뿌린다.

## 쓰임새
봄에 돋는 어린순을 나물로 먹는다. 취나물의 주 재료이다.

## 사진

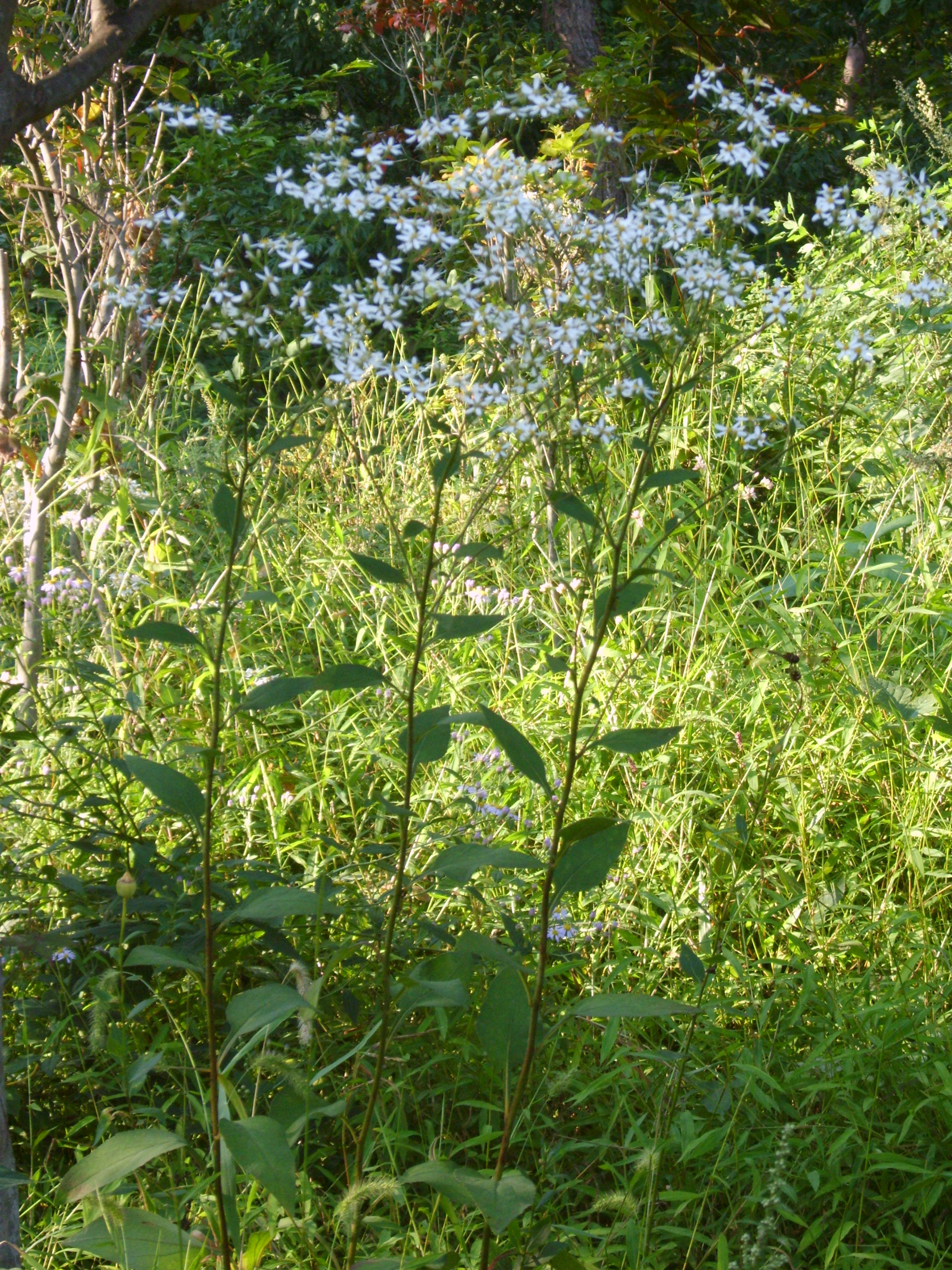
전초
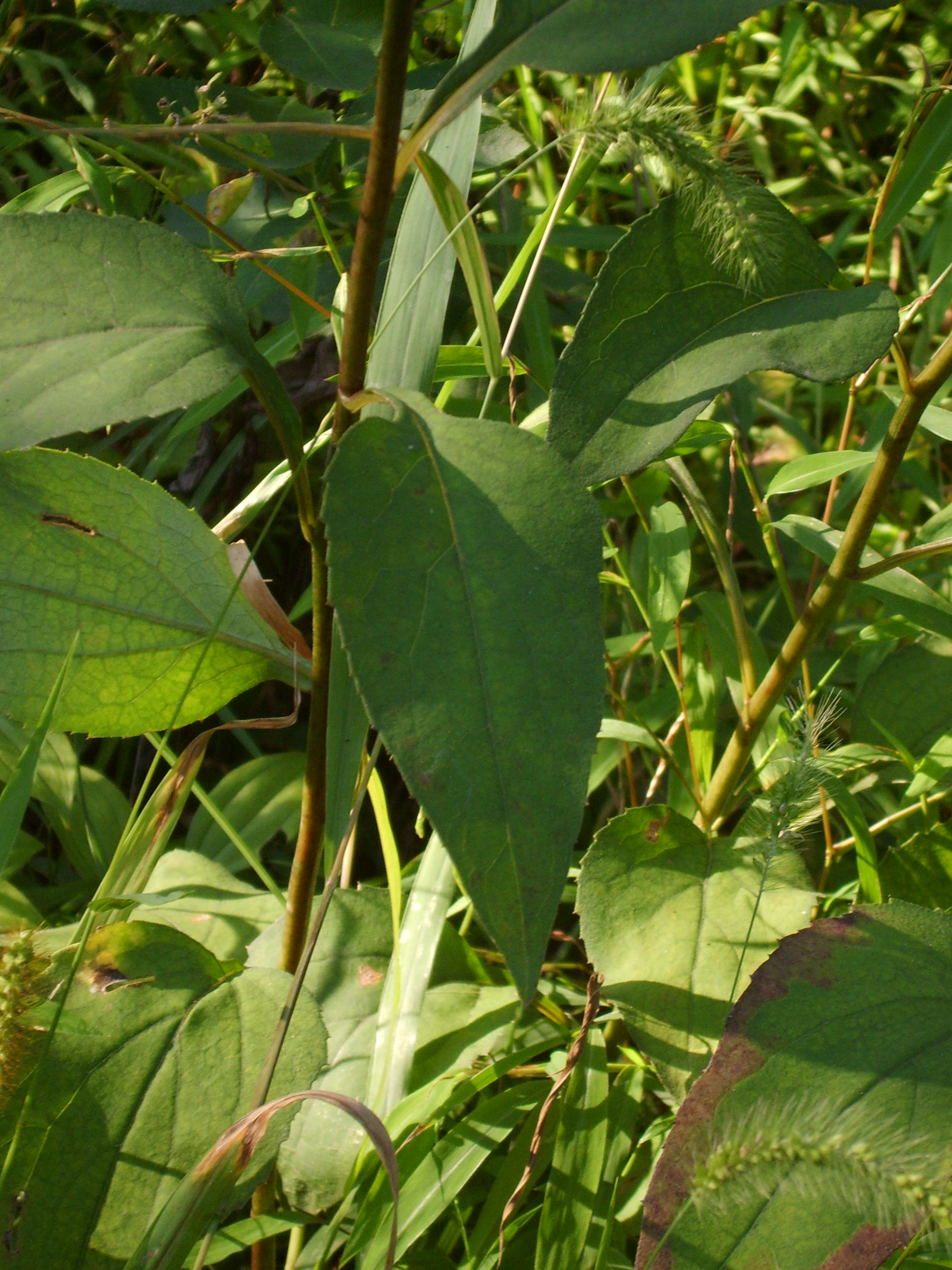
잎
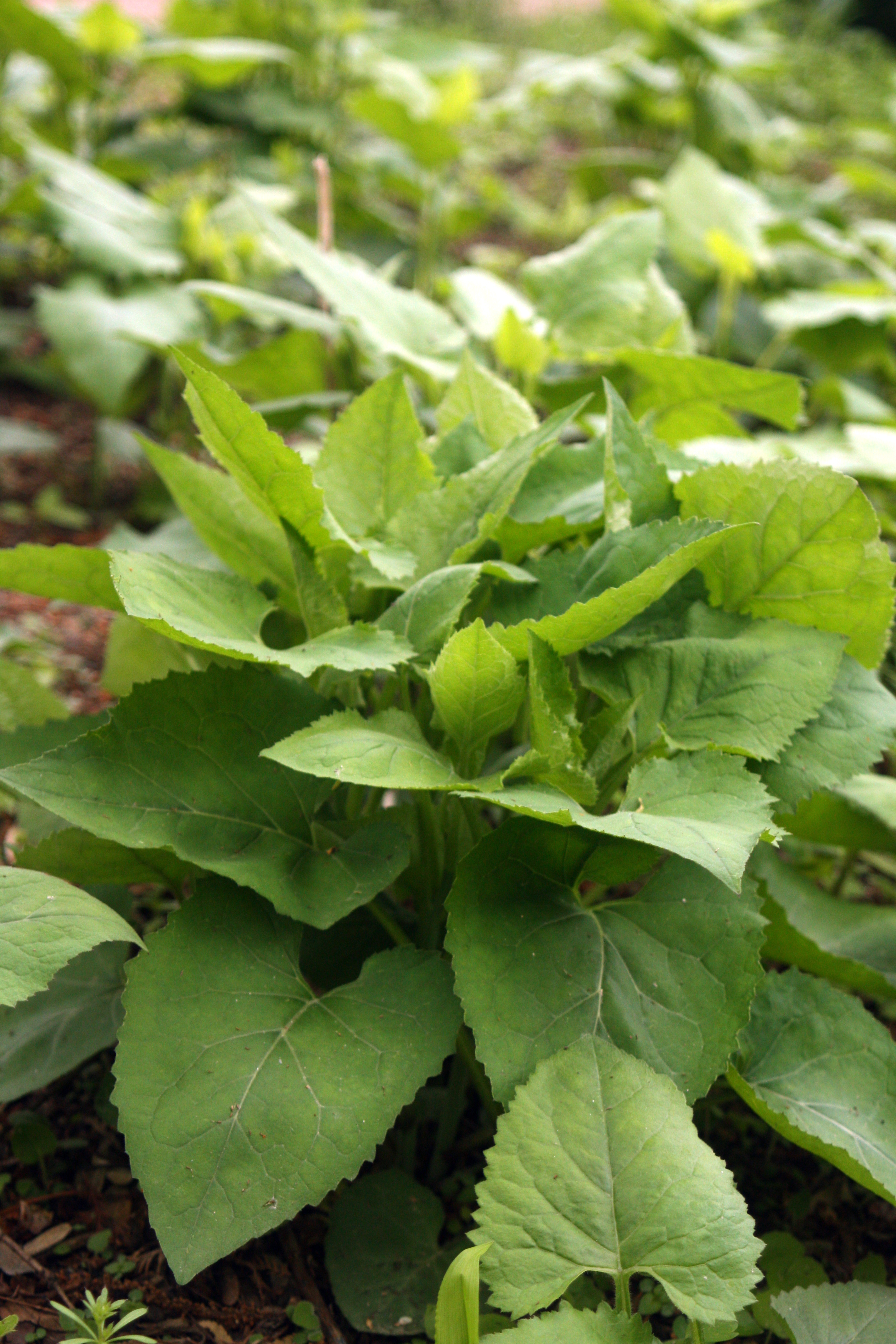
나물로 먹는 어린순